# Der große Frust
Der große Frust ist ein US-amerikanisches Filmdrama von Lawrence Kasdan aus dem Jahr 1983. In dem Drama spielen u. a. Tom Berenger, Glenn Close, Jeff Goldblum, William Hurt und Kevin Kline.

## Handlung
Eine Gruppe von Freunden studierte gemeinsam Anfang der 60er Jahre an der University of Michigan. Der Film beginnt damit, dass diese sich nach dem Selbstmord von Alex, einem ihrer Freunde, zu dessen Beerdigung treffen. Sieben von ihnen sowie die Freundin von Alex verbringen gemeinsam ein Wochenende in dem Haus, das inzwischen einem miteinander verheirateten Paar aus ihrer Gruppe gehört.
Sie alle sprechen über ihr Leben nach dem Studium und darüber, was aus ihnen geworden ist. Meg Jones, eine erfolgreiche Anwältin und Single, sucht unter den anwesenden Männern einen, der ihren Kinderwunsch erfüllen kann.

## Kritiken
- Roger Ebert schrieb in der Chicago Sun-Times vom 30. September 1983, dass die große Anzahl der Filme über die 1960er Jahre (entstanden zu Anfang der 1980er Jahre) darauf zurückzuführen sei, dass diese Filmemacher selbst in den 1960ern studiert hätten. Der Film sei – technisch gesehen – gut gemacht, aber am Ende sei nichts geklärt.[1]
- Das Lexikon des internationalen Films resümiert: „Der perfekt inszenierte und hervorragend gespielte Film bietet intelligente Unterhaltung, bleibt aber zu sehr an der Oberfläche und zu gagorientiert, als daß er zu einer Diskussion über die verlorenen Ideale einer einst engagierten Generation beitragen könnte.“[2]

## Auszeichnungen
- Glenn Close, der Produzent Michael Shamberg sowie die Drehbuchautoren Lawrence Kasdan und Barbara Benedek waren 1984 für einen Oscar nominiert.
- Lawrence Kasdan und Barbara Benedek sowie der Film als beste Komödie waren 1984 jeweils für einen Golden Globe nominiert.
- Lawrence Kasdan und Barbara Benedek gewannen 1984 den Writers Guild of America Award und waren 1985 für den BAFTA Award nominiert.
- Lawrence Kasdan gewann 1983 den People’s Choice Award des Toronto International Film Festivals. Er war 1984 für den Directors Guild of America Award nominiert.
- Die Deutsche Film- und Medienbewertung FBW in Wiesbaden verlieh dem Film das Prädikat besonders wertvoll.

## Sonstiges
- Der Film wurde in Atlanta und in South Carolina gedreht. Er spielte in den USA 56,2 Millionen US-Dollar ein.
- Im Jahr 1998 gelangte er erneut in 50 US-Kinos zur Aufführung.
- Der Film wurde in derselben Antebellum-Villa wie The Great Santini gedreht.
- Alle Aufnahmen, die das Gesicht von Kevin Costner in der Rolle des Alex zeigten, wurden in der Kinofassung geschnitten.